# Yngve Åkerrén
Olof Yngve Carl Åkerrén, född 9 juni 1895 i Umeå, död 14 januari 1957 i Göteborg, var en svensk läkare.
Yngve Åkerrén var son till landskamreraren Olof Åkerrén och Gerda Ahlander. Efter studentexamen i Västerås 1913 studerade han vid Uppsala universitet och blev medicine kandidat 1917, medicine licentiat 1922 och medicine doktor 1934. Efter utbildningsförordnanden i Umeå, Stockholm och Uppsala blev han extra läkare vid barnavdelningen vid Linköpings lasarett 1930, lasarettsläkare där 1931 och överläkare vid Göteborgs barnsjukhus' medicinska avdelning 1944 samt sjukhuset styresman 1945. Från 1954 var han professor i pediatrik vid Göteborgs universitet. Åkerrén publicerade ett 60-tal skrifter, bland annat om fysiologisk mjältförstoring hos nyfödda, hyperpyretiska febertillstånd, asfyxi och asfyxibehandling, könsproportionen, spädbarnsdödligheten samt tidig diagnos av medfödd sköldkörtelrubbning.